# John Jairo Pai
John Jairo Pai (Santiago de Cali, Valle del Cauca, Colombia; 29 de julio de 1984) es un exfutbolista colombiano. Jugaba de defensa y su último equipo fue el Atlético Bucaramanga de Colombia.

## Clubes
| Club                    | País     | Año         |
| ----------------------- | -------- | ----------- |
| Bogotá F.C.             | Colombia | 2005 - 2006 |
| Centauros Villavicencio | Colombia | 2006 - 2007 |
| América de Cali         | Colombia | 2007        |
| Centauros Villavicencio | Colombia | 2008        |
| Deportes Quindío        | Colombia | 2009        |
| Centauros Villavicencio | Colombia | 2009 - 2010 |
| América de Cali         | Colombia | 2011        |
| Atlético Bucaramanga    | Colombia | 2012        |

## Palmarés

### Otros trofeos
| Título     | Club            | País     | Año  |
| ---------- | --------------- | -------- | ---- |
| Copa Cafam | América de Cali | Colombia | 2011 |